# 波林·波莫迪莫
波林·波莫迪莫大主教（1954年6月30日，生于錫恩迪），是中非共和国罗马天主教大主教，是中非共和国首都罗马天主教班吉总教区的大主教。他在2003年7月接替約阿希姆·恩達延成为大主教。
2009年5月26日，梵蒂冈调查发现许多中非当地的神父违反了“贞洁、贫穷和服从”的誓言，波莫迪莫隨即辞去班吉大主教职务。 
後來，總統弗朗索瓦·博齐泽任命波莫迪莫为中非共和国申訴專員。